# RMS 타이타닉
RMS 타이타닉호
| 1912년 4월 10일 사우샘프턴을 출발한 타이타닉호 |                           |
| 배의 이력                                      |                           |
| 종류                                           | 여객선                    |
| 명칭                                           | RMS 타이타닉              |
| 모항                                           | 리버풀                    |
| 선급                                           | 올림픽급                  |
| 제작                                           | 해럴드 앤 울프            |
| 국적                                           | 영국                      |
| 운용                                           | 화이트 스타 라인          |
| 진수                                           | 1911년 5월 31일           |
| 취역                                           | 1912년 4월 10일           |
| 배수량                                         | 52,310 톤                 |
| 전장                                           | 269.0 m                   |
| 선폭                                           | 28.0 m                    |
| 흘수                                           | 19.7 m                    |
| 추진                                           | 증기 터빈                 |
| 속력                                           | 39 km/h (21 Kn)           |
| 탑승인원                                       | 2,224명                   |
| 보트                                           | 구명정 20척(정원 1,178명) |
| 기타 정보                                      | 1912년 4월 15일 침몰      |

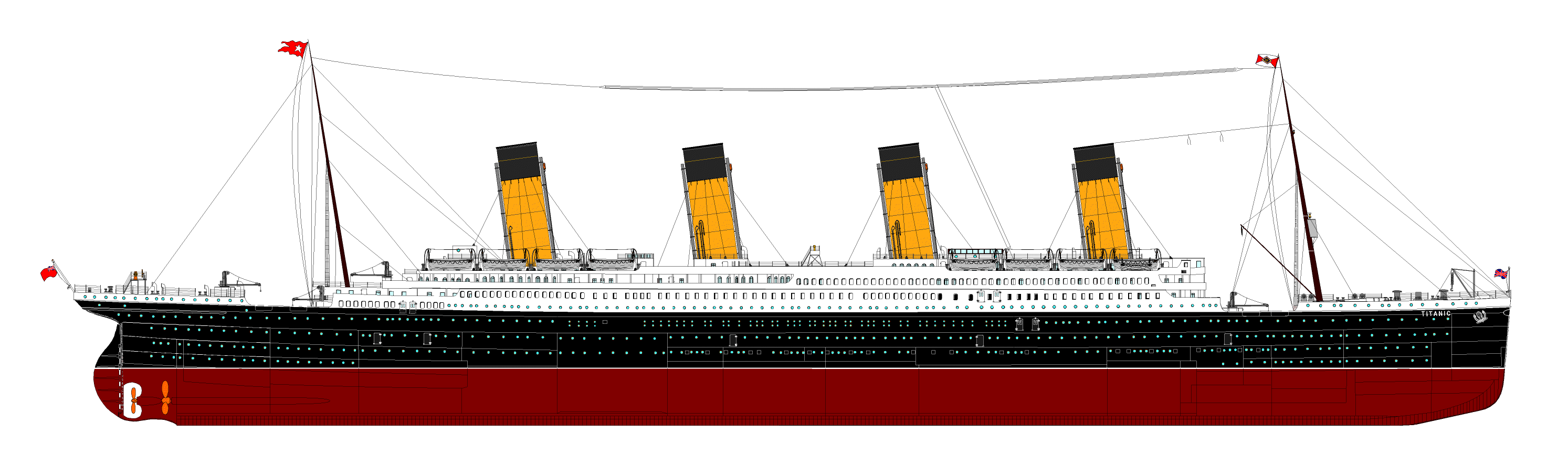
타이타닉의 우현 보기

RMS 타이타닉(영어: RMS Titanic)은 영국의 화이트 스타 라인이 운영한 북대서양 횡단 여객선이다. 1912년 4월 10일 영국의 사우샘프턴을 떠나 미국의 뉴욕으로 향하던 첫 항해 중에 4월 14일 빙산과 충돌하여 침몰하였다. 타이타닉이 완전히 침몰한 시간은 새벽 2시 20분이다. 타이타닉의 침몰로 1,514명이 사망하였다.
RMS 타이타닉은 첫 항해 당시 세계에서 가장 큰 배 중 하나였다. 화이트 스타 라인 사는 RMS 올림픽을 시작으로 세 척의 올림픽급 여객선을 운용하였는데, RMS 타이타닉이 그 중 하나였다. RMS 타이타닉은 벨파스트에 있는 해럴드 앤 울프 사가 1909년 건조를 시작하여 1911년 5월 31일 진수하였다.
승객 대다수는 영국과 스칸다나비아 반도 등에서 새로운 삶을 찾아 미국으로 가는 이민자들이었다. 출항 당시 승선 인원은 2,224명이었다.
타이타닉호는 선내에 체육관과 수영장, 그 외의 호화로운 시설을 갖추고 있었다. 그러나 느슨한 규제로 구명정은 20척 밖에 없었다. 구명정 20척의 최대 정원은 1,178명이었다. 1912년 4월 14일 오후 11시 40분(선내 시각, GMT -3) 빙산과 충돌하였고, 이 때문에 주갑판이 함몰되고 우현에 구멍이 났다. 구멍으로 물이 들어오기 시작한 지 2시간 40분만에 완전히 침수되어 침몰하였다. 타이타닉호는 방수용 격벽이 설계되어 있었고 문들도 물을 차단할 수 있도록 설계되었으나 실제 사고에선 역부족이었다. 구명정에 타지 못한 채 바다로 뛰어든 수많은 사람들은 수 분 내에 저체온증으로 사망하였다. 침몰 당시에도 배에 1,000여명의 사람들이 남아 있었다. 구명정을 타고 있다가 몇 시간 뒤 RMS 카르파티아로 구조된 사람은 706명에 불과하였다.

## 건조

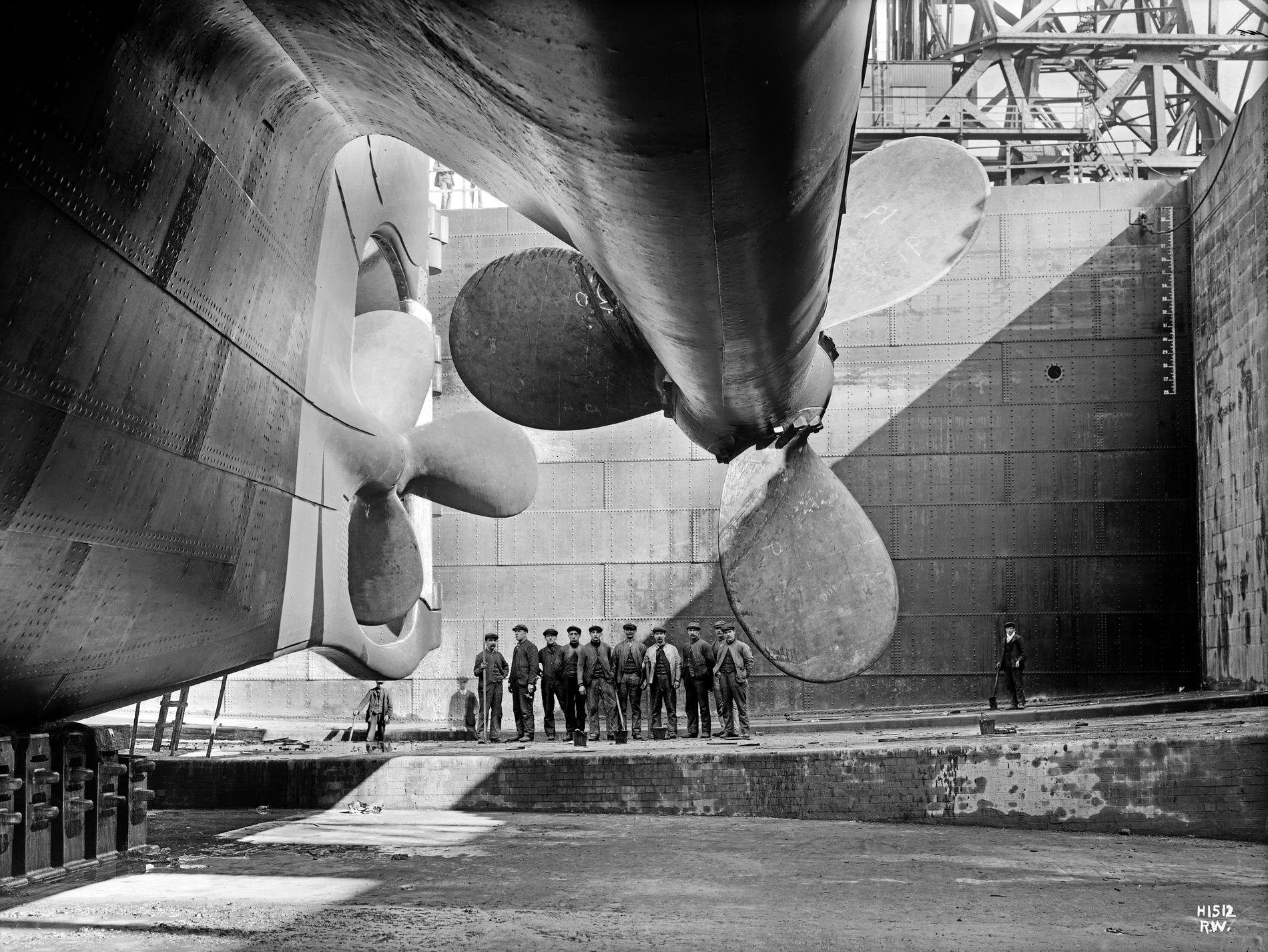
건조중인 RMS 타이타닉의 스크류

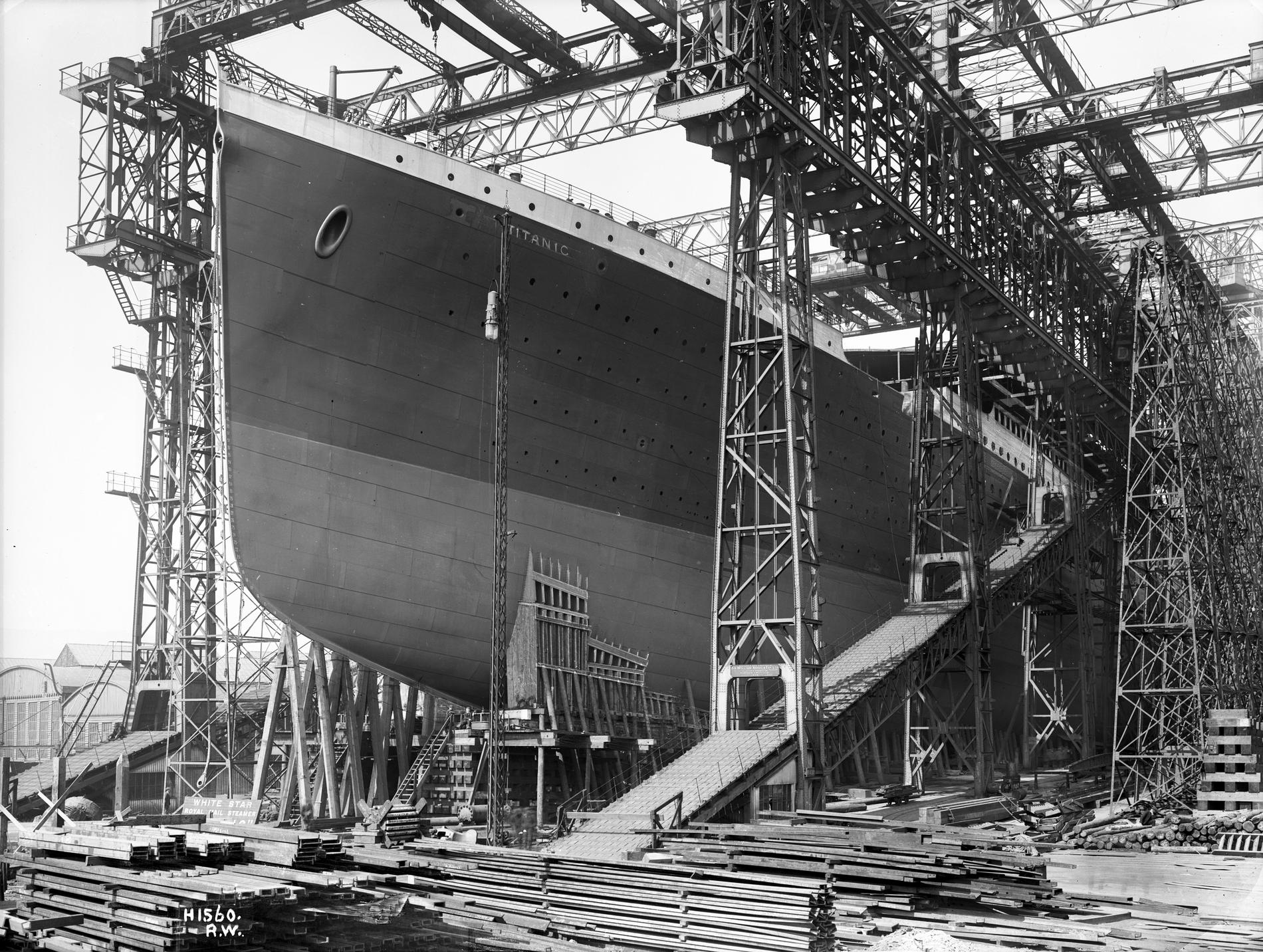
건조중인 RMS 타이타닉 (1909년 ~ 1911년)

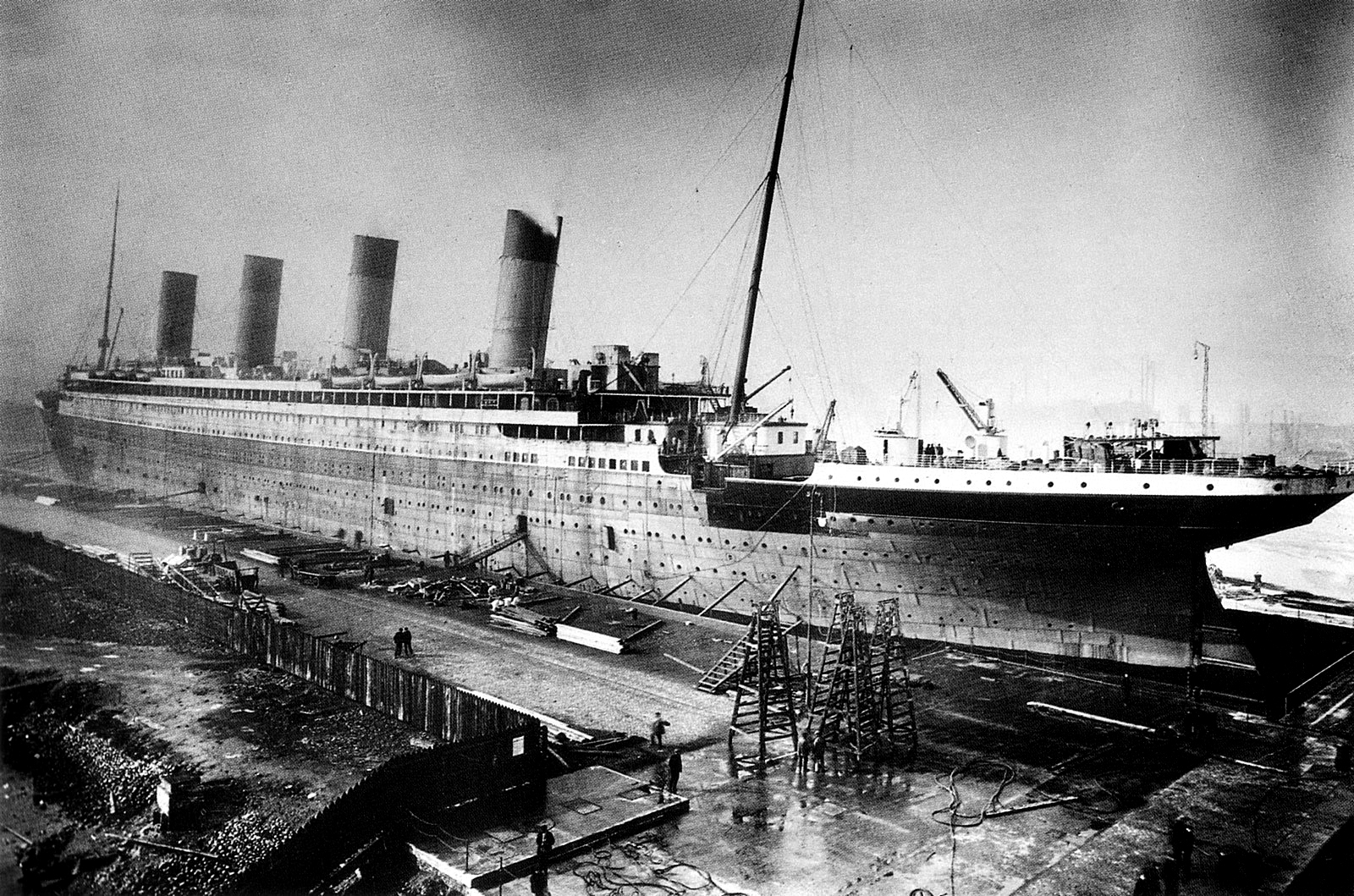
타이타닉의 항해 준비 (1912년)

북아일랜드 앤트림주에 있는 벨파스트에서 건조된 RMS 타이타닉은 세 척의 올림픽급 대양횡단선 가운데 두 번째로 만들어진 것이다. 다른 두 척은 RMS 올림픽과 HMHS 브리타닉(건조 당시 이름은 자이간틱)이었다. 올림픽급 여객선은 건조 당시인 1912년에 소유 선사인 화이트 스타 라인이 지닌 배들 가운데 가장 큰 것이었다.
올림픽급 여객선의 건조 계획은 화이트 스타 라인의 사장인 J. 브루스 이즈메이와 화이트 스타 라인의 모회사인 인터내셔널 머천타일 마린 컴퍼니를 운영하였던 미국 자산가 J. 피어폰트 모건이 나눈 이야기에서 시작되었다. 1888년 초 브루스 이즈메이의 아버지 토머스 헨리 이즈메이는 이 크기의 여객선 네 척을 만들고자 하였으나 알맞은 엔진을 구할 수 없어 포기하였던 것이다. 당시 화이트 스타 라인은 경쟁사였던 큐나드 라인이 RMS 루시타니아와 RMS 모리타니아와 같은 새로운 대형 여객선을 건조하자 위기감을 느끼고 있었다. 이즈메이는 모건에게 더 빠르고 보다 크면서 승객에게 안락함과 화려함을 제공하는 여객선이 있어야 한다는 의견을 제시하였다.

### 설계
화이트 스타 라인사는 당시 북대서양 항로에 있어서 속도 경쟁보다는 느긋하고 쾌적한 선박 여행에 중점을 두는 회사였다. 하지만, 타이타닉은 속도부터 설비의 호화로움까지 모든 것에 중점을 두고 설계하였다. 안전에도 신경을 써서 방수구획이 있었다. 방수 격벽은 16개의 구역으로 구분되었고, 2구역(뱃머리로부터 4구역)까지 침수해도 침몰하지 않고 떠 있을 수 있도록 설계되었다. 격벽은 제어실에서 원격 조작으로 즉시 폐쇄할 수 있었다. 그 때문에 타이타닉호는 가라앉지 않는 배로 소문났다. 그러나 방수 격벽은 완전히 밀폐된 구역이 아니고 상부의 주 갑판에 구역 모두가 연결되어 있는 구조였다. 이로 인해 타이타닉호 사고가 발생하였을 때, 격벽 한계치를 넘어서면서 넘쳐나는 물이 다른 구역을 차례대로 침범하게 되었고 돌이킬 수 없는 길을 걷게 됐다.
화이트 스타 라인 회사에는 타이타닉보다 1년 일찍 건조한 올림픽호와 상선인 HMS 브리타닉호가 재적했다. 원래 북대서양을 항해할 때 배 한 척으로는 운항에 차질이 생긴다. 따라서 북대서양을 항해하려면 항상 배가 두 척 이상 필요했다. 화이트 스타 라인사는 이러한 필요에 맞춰서 올림픽호를 먼저 건조하고 같은 해에 타이타닉호를 건조하였다. 이보다 조금 늦은 시기에 브리타닉호를 건조하였다.
타이타닉호는 올림픽호와 거의 동시에 건조하기 시작했다. 대계단이나 식당의 장식, 식사의 메뉴나 객실의 서비스등, 그 외관 뿐만 아니라 모든 것이 닮았다고 한다. 영화 타이타닉에서는 타이타닉호가 가장 거대한 배처럼 연출되었지만 당시에는 올림픽호가 대표적인 배였으며 타이타닉호와 브리타닉호는 자매선이었다. 이 세 선박을 통틀어서 올림픽 클래스라고 불렀다. 그 때문에 타이타닉호의 사진으로 종종 올림픽호 사진이 사용된다.

### 설계의 변경
앞서 운행되고 있던 올림픽호의 문제점이나 개선점을 듣고 타이타닉호 설계는 다소 변경되었다. 먼저 외관부터 올림픽호와는 다소 달랐다. 예를 들면 북대서양의 추운 강풍을 막기 위하여 A 갑판의 1등석 전용 산책용 갑판(Promenade)의 창에 유리를 장착했다. 이러한 변화는 외관상으로 두 개의 자매선을 판단하는 결정적인 요소가 되었다. 그 밖에도 올림픽호는 B 갑판의 창가 전체에도 산책용 갑판이 설치되어 있었지만, 타이타닉호의 설계도에서는 B 갑판의 산책용 갑판이 폐지되었고, 대신에 창가 전체에 1등 선실을 새롭게 마련하였다. 그 결과, 1등실 수가 올림픽호에 비해 훨씬 많아져 올림픽호에는 없는 스위트 룸이 설계되었다. 스위트 룸은 자체 산책 갑판까지 있었다.
당초 자매선의 중량은 거의 비슷하게 만들려고 했지만 타이타닉의 객실의 수가 증가하면서 최종적으로 타이타닉호의 중량은 올림픽호의 45,324톤보다 1,004톤 무거운 46,328톤이 되었다. 엄밀한 의미로 말하면 타이타닉호는 올림픽호를 넘어, 당시 세계 최대의 여객선이었다. 그러나 그늘에 숨은 타이타닉호가 유명해진 이유는 어두운 바다 속으로 가라앉은 탓이다.

## 층별 구조

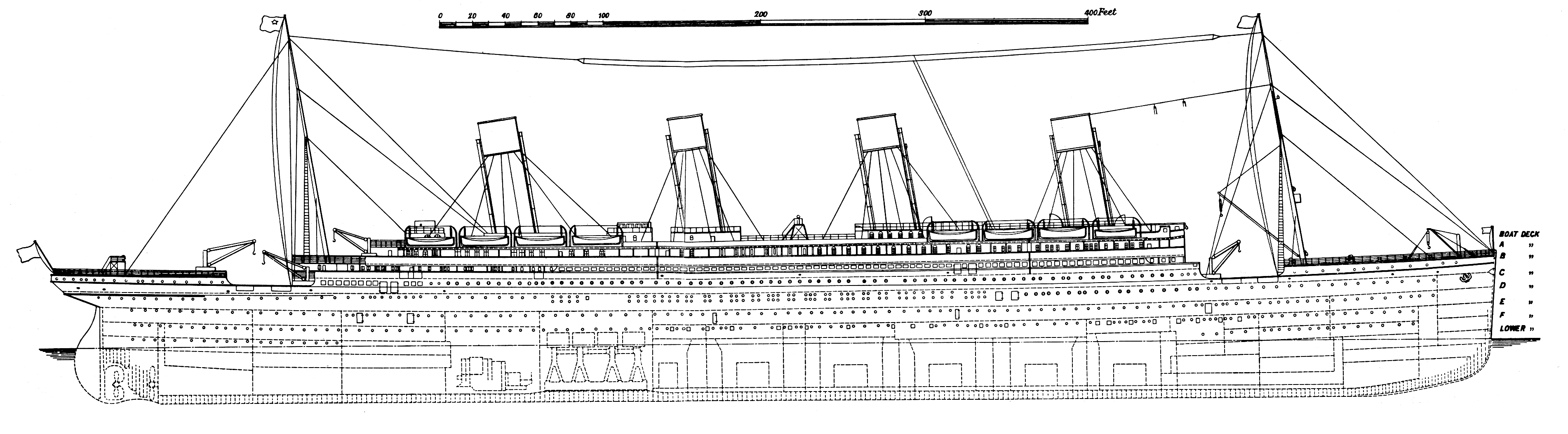
RMS 타이타닉 설계도

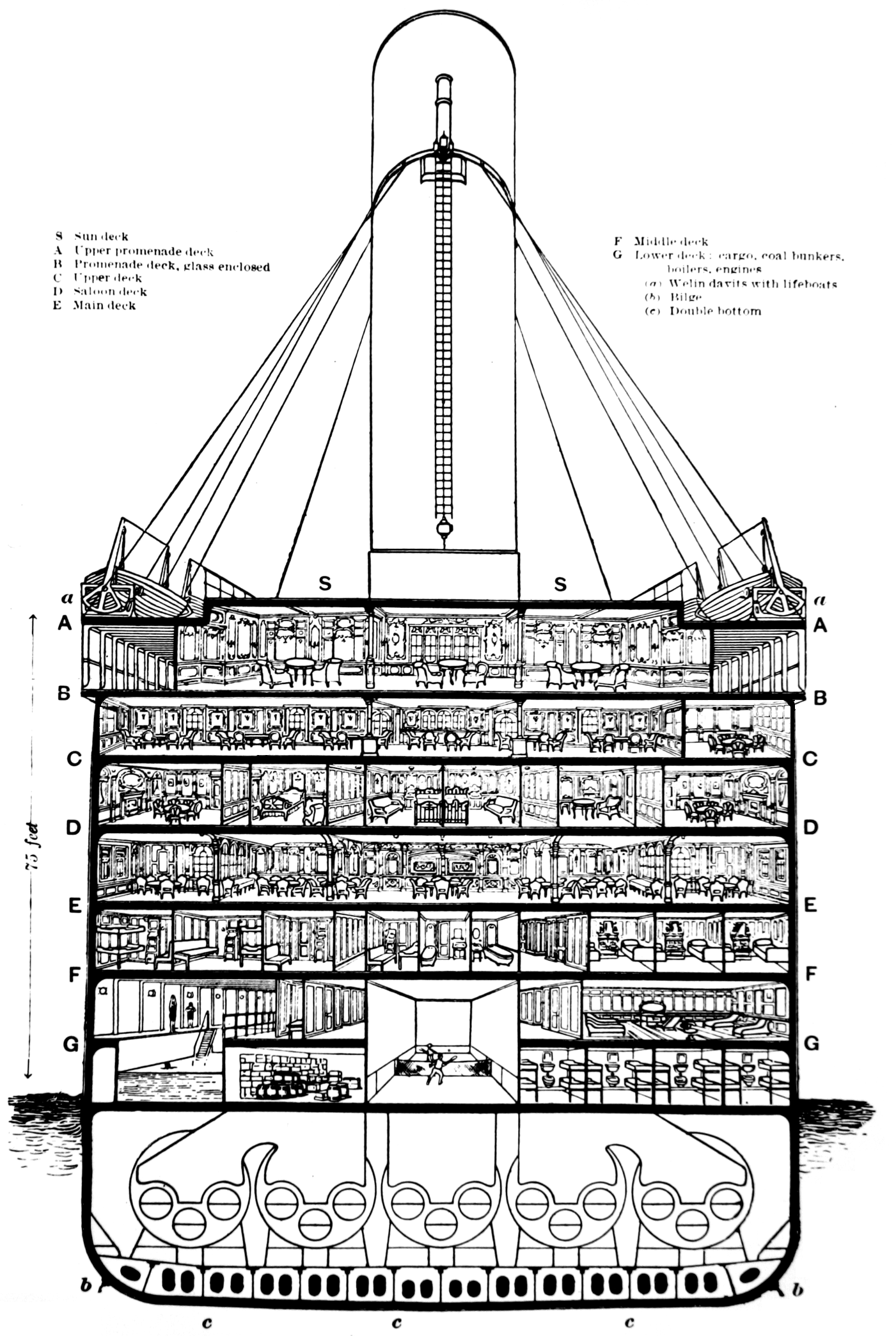
타이타닉 중앙부를 자른 그림

RMS 타이타닉은 총 11층으로 이루어져 있었다.
- 보트 갑판 - 최상층으로, 구명보트들은 모두 여기에 나열되어 있었다. 맨 앞쪽에는 선교와 조타실이 있었으며 선장 & 간부(항해사) 숙소와 바로 연결되어 있었다. 그리고 그 뒤에는 중앙계단의 최상층과 체육관이 연결되어 있었다. 넓은 산책로가 있었으며, 1등실, 2등실, 항해사, 기관사마다 산책로의 영역이 정해져 있었다. 1등실 산책로의 경우 외관을 잘 볼 수 있게 하기 위해 구명보트가 설치되어 있지 않았는데, 이것이 참사의 원인 중 하나가 되었다.
- A 갑판 - 산책 갑판이라고도 불렸다. 거의 모든 영역이 1등실 전용이었고 1등실 객실과 라운지, 흡연실, 독서실, 야자수 코트가 있었다. 산책 갑판이라는 이름답게 기나긴 산책로가 있었다.
- B 갑판 - 선교루 갑판이라고도 불렸다. 객실은 1등실이 상당수를 차지하고 있었으며, 어떤 객실에는 개인 산책로가 있었다. 레스토랑과 카페도 있었다. 이 갑판에는 선두와 선미 윗쪽도 포함하고 있는데, 선미는 3등실 산책로로 쓰였다
- C 갑판 - 배에서 선수, 선미와 분리되는 지점이자 하얗게 칠한 곳이 시작하는 지점으로, 3등실의 산책로로 쓰이고 선수와 선미로 각각 이어지는 요갑판과 이어져 있었다. 선수는 주로 선원들의 숙소로 쓰였고, 선미는 3등실 전용 휴게실과 흡연실이 있었다. 그 사이에는 1등실 객실과 2등실 도서관이 있었다.
- D 갑판 - 3개의 넓은 공공시설이 상당부분을 차지하고 있었는데, 1등실 대합실, 1등실 식당과 2등실 식당이 있었다. 3등실을 위한 열린 공간도 있어서 밤만 되면 신나는 연회가 열렸다. 1등실, 2등실, 3등실 객실과 화부 숙소가 있던 곳이기도 했다. 방수격벽이 위치해 있던 가장 높은 갑판이기도 했다.
- E 갑판 - 주로 1등실, 2등실, 3등실 모두의 객실과 선원 숙소가 있었다. "스코틀랜드 로드"라고 불리던 아주 긴 복도가 있어 선원과 승객이 오고갈수 있었다. (스코틀랜드 로드는 후에 타이타닉 선체 내부에 물이 들어차기 시작했을 때 E갑판의 선수쪽 전체를 침수시키고 방수격실을 무력화시키는 원인 중 하나였다.)
- F 갑판 - 객실은 3등실이 대부분을 차지했지만 2등실 객실과 선원 숙소도 있었다. 3등실 식당은 여기에 위치했다. 또 1등실 승객을 위한 수영장과 터키탕도 있었다.
- G 갑판 - 수면 위에서 가장 낮은 층으로, 선원과 승객 객실이 있는 가장 낮은 갑판이었다. 스쿼시 코트도 있었으며 우편 저장소도 여기에 있었다. 대다수의 영역이 보일러실이 있는 최하 갑판과 겹쳐 있어 선미와 후미가 각각 따로 떨어져 막혀 있었다.
- 최하 갑판: 주로 창고가 대부분이었다.
- 탱크 톱: 보일러실과 기관실이 있었다.

## 시설
| 타이타닉 1등실 시설 | 타이타닉 1등실 시설 | 타이타닉 1등실 시설 |
| ------------------- | ------------------- | ------------------- |
|                     |                     |                     |

### 1등실
1등실에는 총 329명의 부유한 승객이 타고 있었다. 급한 사정보다는 여유를 즐기려고 승선한 승객이 많았다. 객실은 최상층인 보트 갑판부터 갑판 E(상갑판)까지 설치되어 있었으며 호화 호텔 수준이었고 개인 목욕탕이 있었다.

### 2등실
2등실에는 총 285명의 중산층 승객이 타고 있었다. 전체적으로 봤을 때 1등실만큼 좋지는 않았지만 그래도 비교적 편리한 시설이 설치되어 있었다. 객실은 갑판 D부터 갑판 F까지 설치되어 있었다. 흡연실(갑판 B), 레스토랑(갑판 B), 도서관(갑판 C), 상점 등이 있었다.

### 3등실
3등실에는 총 710명의 가난한 승객들이 타고 있었다. 주로 아메리칸 드림으로 미국에서 새로운 보금자리를 얻기 위해 승선한 승객들이었다. 객실은 2등실과 마찬가지로 갑판 D부터 갑판 G까지 설치되어 있었다.시설은 1등실과 2등실만 못하고 엔진이 가동되는 소리가 울려퍼졌으나 다른 배들에 비해서 비교적 좋은 대우를 해주었다. 배에 탑승하기 전에는 검역을 걸쳐서 전염병이나 이/벼룩을 확인했고 여자와 남자는 배의 앞머리와 뒷머리에 각각 따로 떨어져 승선했으나 가족 단위일 경우 같이 승선할 수 있었다.

## RMS 타이타닉을 소재로 한 작품
- 타이타닉의 최후 (1953년)
- 타이타닉호의 비극 (1958년)
- 타이타닉 (1997년)
- 타이타닉2 (2010년)

## 같이 보기
- 세월호
- 세월호 침몰 사고
- HMHS 브리타닉
- RMS 올림픽
- RMS 루시타니아
- 여자와 아이들 먼저